# Fases del juego de ajedrez
Una partida de ajedrez suele dividirse en tres fases: apertura, medio juego y final, cada una con características particulares.

## Apertura
La apertura comprende las primeras jugadas de la partida. Partiendo de la posición inicial, se han clasificado las distintas posibilidades que tienen cada uno de los bandos para conducir sus piezas. Esto se realiza mediante el estudio detallado de cada movimiento lógico de las blancas y, posteriormente, cada posible respuesta (entre las razonables) de las negras, y así sucesivamente. En algunas aperturas muy practicadas se han estudiado líneas que llegan hasta la jugada 30 o más, en muchas ocasiones sobrepasando los límites de la apertura hasta llegar a un final de partida (ver más adelante la definición de "final"). Sin embargo, en otras aperturas menos habituales los análisis son mucho más breves. Los jugadores noveles no suelen conocer la teoría de aperturas, pero los más experimentados pueden saberse de memoria cientos o incluso miles de líneas. Estas consideraciones indican que la apertura es una de las partes más técnicas del juego, donde el conocimiento de partidas o análisis previamente desarrollados suele ser primordial.
Aunque se conoce por apertura el conjunto de jugadas iniciales de la partida, ésta suele llamarse apertura cuando es planteada por el bando de las blancas, y se llama defensa si es planteada por las negras. Todas las aperturas, con sus variantes, subvariantes, líneas y sublíneas, pueden ser clasificadas de acuerdo con una nomenclatura, bastante utilizada, que se creó al desarrollarse la llamada Enciclopedia de Aperturas (ECO = Encyclopaedia of Chess Openings). En esta nomenclatura, las aperturas se clasifican de acuerdo con su movimiento inicial, y se agrupan mediante letras mayúsculas de la 'A' a la 'E', seguidas de un número entre 0 y 99. Sin embargo, es mucho más frecuente utilizar los nombres otorgados a las aperturas a lo largo de la historia del ajedrez, así como a sus variantes. La mayoría de aperturas tiene un nombre típico según su tipo (gambito de Rey, gambito de dama, apertura del alfil, etc.), el nombre del jugador que la creó o popularizó (defensa Alekhine, apertura Reti, defensa Pirc, etc.), o el torneo, ciudad o país en donde se dieron a conocer o se jugaron por primera vez (apertura Española, defensa Siciliana, defensa Francesa, apertura Escocesa, etc.).
De acuerdo con el movimiento inicial, las aperturas se pueden dividir en cinco grandes grupos:
- Aperturas Abiertas: aquellas en las que el blanco avanza dos posiciones su peón de su rey (1.e4), y el negro responde también con un avance de dos casillas de su peón de rey (1...e5).
- Aperturas Semiabiertas: aquellas en las que a ese avance del blanco (1.e4), el negro contesta con otro movimiento distinto a 1...e5.
- Aperturas Cerradas: aquellas en las que el blanco avanza dos posiciones su peón de dama (1.d4), y el negro responde también con dicho avance (1...d5).
- Aperturas Semicerradas: aquellas en las que al mencionado avance del blanco, el negro contesta con otro movimiento distinto. Por ejemplo, las "defensas indias" que comienzan con 1.d4 Cf6.
- Aperturas de Flanco: aquellas en las que el blanco inicia la partida con un movimiento distinto a los dos anteriores. Las más comunes son la apertura inglesa (1. c4) y la apertura del Caballo de Rey 1. Cf3 (que directamente se llama apertura Reti, a menos que por transposición de jugadas conduzca a otras aperturas); aunque otras jugadas más "exóticas" como 1. b3, 1. g3, 1.b4, 1.f4, etc, se juegan también ocasionalmente.

Las aperturas que aquí hemos llamado "cerradas", "semicerradas" y "de flanco", a menudo se engloban en una única clase general (que asimismo se denomina como "Aperturas cerradas"), dado que el juego suele ser en estos casos parecido y más lento que en las aperturas de peón de rey, al no abrirse con tanta facilidad diagonales y filas para las piezas al principio del juego.
Durante la apertura se recomienda desarrollar lo más rápidamente posible las piezas. El concepto de "desarrollo", de tremenda importancia en ajedrez, se refiere a activar las piezas desde sus posiciones de partida, llevándolas a casillas en donde sean más capaces de atacar las piezas contrarias o defender las propias. Asimismo, otro concepto importante de la apertura es el control del centro del tablero. Los peones y piezas que controlan el centro son más potentes que si están en la periferia.
De forma general, algunas recomendaciones generales para la apertura son las siguientes:
- Adelantar uno o más peones centrales, a ser posible dos casillas, a fin de controlar el centro del tablero
- Desarrollar las piezas, también controlando el centro.
- No mover demasiados peones, lo que implicaría que se han desarrollado menos piezas.
- Enrocar pronto, a fin de proteger el rey en la esquina del tablero y desarrollar las torres.
- No sacar la dama apresuradamente, ya que podrá ser atacada por los peones y piezas menores adversarias, con la consiguiente pérdida de tiempo al tener que retirarla y guarecerla.

Estas son en realidad reglas básicas para principiantes (ver la sección apertura para más detalles). Un jugador experimentado puede no seguir estas normas más que aproximadamente, guiándose más bien por su experiencia y, sobre todo, por los conocimientos adquiridos a través de los libros de aperturas, a fin de conseguir aventajar a su contrario desde el principio de la partida.

## Desarrollo
El medio juego empieza tras la apertura y es el momento del juego en el que los dos bandos, que ya han desarrollado sus piezas, entran en un grado máximo de conflicto.
La transición entre apertura y medio juego es difícil de definir, pero suele tener lugar tras unas 10-15 jugadas en la mayoría de posiciones.
Al encontrarse los dos bandos con un número elevado de piezas, es durante el medio juego cuando se presentan la mayor cantidad de opciones, tanto tácticas (ataques y defensas) como estratégicas (desarrollo diverso de planes).
Entre jugadores de un nivel ajedrecístico similar, es frecuentemente en el medio juego donde los oponentes luchan por obtener alguna ventaja que más tarde les asegure ganar la partida. Esta ventaja puede ser de material o de posición. En el caso del material se considera que uno de los dos bandos captura un peón o una pieza, en el caso de posición la ventaja toma muchas formas por ejemplo:
- Control del centro
- Control de columnas o diagonales abiertas
- Ventaja de desarrollo
- Ventaja de espacio
- Mejor estructura de peones
- Rey mejor protegido

Frente al gran desarrollo de la teoría de aperturas o de la de finales, la teoría del medio juego es la más pobremente desarrollada de todas. Eso se debe a que la complejidad de las opciones que se presentan hacen difícil una correcta sistematización de las posiciones. Sin embargo, a lo largo de los siglos se han ido desarrollando un conjunto de procedimientos tácticos y estrategias características que se aplican en posiciones más o menos parecidas y que todo jugador debe conocer para evitar ser derrotado.

## Final
Por final se entiende la etapa del juego siguiente al medio juego (en caso de que la partida no haya terminado aún) y que se caracteriza por un número escaso de piezas. Esta es otra fase de la partida en la que la técnica es primordial y existen numerosas obras dedicadas a analizar posiciones características en donde el número de piezas y peones es reducido. 
Cualquier jugador competente debe conocer las posiciones críticas del final, so pena de perder muchas partidas (o dejar de ganarlas) en esa fase. Un ejemplo sencillo es que cualquier jugador razonablemente fuerte debe jugar con total perfección cualquier final en el que se encuentre un rey y un peón contra un rey solo. Dependiendo de la posición, el bando que posee el peón gana (al forzar la coronación del peón y su conversión en dama, pues rey + dama dan jaque mate fácilmente a un rey aislado) o bien son tablas (pues el bando débil es capaz de evitar la coronación del peón). Sin embargo, un solo error puede convertir una posición ganada en tablas o viceversa, por ello conocer la forma correcta de jugar es esencial.
Es interesante que algunos finales son más habituales que otros. Por ejemplo, entre todos los finales en los que solo queda una pieza (junto con algunos peones) destacan los finales en los que los dos bandos tienen una torre. Estos finales son extremadamente frecuentes y, además, muchas veces, muy difíciles de jugar con corrección. La razón por la que estos finales son tan frecuentes (y por ello, importantes para el jugador práctico), es que las torres suelen ser las últimas piezas en entrar en acción y, por ello, suelen tardar más en poderse cambiar. Por el contrario, en muchas aperturas desaparecen muy pronto alfiles o caballos, lo que hace que los finales con piezas menores sean algo menos frecuentes que los de torres. Por otra parte, las damas también se deben cambiar en muchas posiciones y, además, el hecho de que solo haya una dificulta que pueda llegar al final de la partida. Por tanto, los finales de damas también son menos frecuentes.

## Transiciones entre las fases del juego
Ya hemos mencionado que las transiciones entre apertura y medio juego son difusas. En realidad, no existe una norma clara para definir lo que es apertura, medio juego y final. Por ejemplo, hay aperturas en las que se cambian varias piezas e incluso las damas muy pronto y la partida pronto adquiere características de final sin siquiera pasar por el medio juego. En otras, las piezas entran a luchar tan pronto que se puede decir que las partidas rápidamente adquieren características de medio juego.
Ejemplos extremos:
Apertura Española, Variante del cambio: 1. e4 e5 2. Cf3 Cc6 3. Ab5 a6 4. Axc6 dxc6 5. d4 exd4 6. Dxd4 Dxd4 7 Cxd4. El rápido cambio de una pieza menor y la dama confiere a la partida características entre el medio juego y el final, tras solo siete jugadas.
Apertura Española, Variante Schliemann 1. e4 e5 2. Cf3 Cc6 3. Ab5 f5!? 4. Cc3 fxe4 5 Cxe4 d5 6 Cxe5 dxe4 7 Cxc6 Dg5!?. Otras siete jugadas, de las cuales solo cuatro y media son distintas de las anteriores. Sin embargo, aquí la posición contiene muchísima tensión, con ataques recíprocos. Las ideas características de la apertura (desarrollo de piezas, control del centro) pasan a un segundo término frente a la resolución de los problemas concretos de la posición, situación característica del medio juego.

## El ajedrez es muy distinto según la fase de la partida
El hecho de que cada fase requiera aplicar un tipo particular de conocimientos e ideas, significa que el ajedrez no es en realidad un juego, sino varios muy distintos, cuyo único punto común es que se juegan con las mismas piezas y que se suceden a lo largo de una partida. Dicho de otro modo: poco tiene que ver el juego del ajedrez en las primeras jugadas, en el medio juego o en el final. Un buen jugador es aquel que puede jugar a alto nivel todos estos "distintos juegos de ajedrez" que surgen en una misma partida. Pero incluso los más fuertes jugadores tienen puntos fuertes y otros relativamente más débiles, dependiendo del tipo de posiciones que se producen.
Es interesante el hecho de que las propias piezas adquieren características muy distintas según avanza el juego y éste se va simplificando. El caso más extremo es el del rey, que no vale apenas para nada en la apertura, pues es muy vulnerable. En cambio, es una pieza muy importante en los finales con pocas piezas, y especialmente sin damas, dado que ya corre muy poco peligro de sufrir mate. De la misma manera, una torre difícilmente es activa al principio de la partida, pues requiere filas y columnas libres. Las aperturas y el principio del medio juego son el momento de los caballos, alfiles y damas. Sin embargo, al cambiarse algunas piezas, y especialmente peones, las torres ganan tremendamente en fuerza.